# Guido Müller (Historiker)
Guido Müller (* 1957 in Rheydt; † 25. November 2022 in Halle an der Saale) war ein deutscher Historiker.
Müller wurde nach einem Studium der Geschichtswissenschaft 1989 an der RWTH Aachen bei Klaus Schwabe mit einer Studie über den preußischen Kultusminister Carl Heinrich Becker promoviert. 1998 habilitierte er sich dort und lehrte seitdem als Privatdozent in Aachen. Zudem absolvierte Müller von 1997 bis 2000 ein Lehramtsstudium für die Sekundarstufen I und II in Geschichte und Kunst sowie ein Promotionsstudium Alte, Mittlere und Neuere Geschichte sowie Kunstgeschichte an der Universität Lüttich. Darüber hinaus erhielt er von 1999 bis 2005 einen Lehrauftrag an der Universität Stuttgart. Danach war er von 2005 bis 2006 als Visiting Lecturer am Deutschen Historischen Institut London und Gastprofessor an der Universität Cambridge tätig. Von 2006 bis 2012 arbeitete Müller als Lehrer für die Fächer Geschichte, Kunst, Erdkunde, Politik, Französisch, Wirtschaft und Informatik in der Sekundarstufe I und II in Bochum.
Sein Forschungsschwerpunkt war die Geschichte der Internationalen Beziehungen. 
Seit 2009 bot er als selbständiger Historiker Führungen in Halle an der Saale an. Er berichtete seit 2018 für den Blog „Klassik-begeistert“ über das Musikleben in Mitteldeutschland vom Barock bis zur Gegenwart mit besonderer Berücksichtigung von Halle.

## Schriften (Auswahl)
- Europäische Gesellschaftsbeziehungen nach dem Ersten Weltkrieg. Das Deutsch-Französische Studienkomitee und der Europäische Kulturbund (= Studien zur internationalen Geschichte. Bd. 15). Oldenbourg, München 2005, ISBN 3-486-57736-0 (zugleich: Habil.-Schrift, RWTH Aachen).
- (Hrsg.) Deutschland und der Westen. Internationale Beziehungen im 20. Jahrhundert. Festschrift für Klaus Schwabe zum 65. Geburtstag (= Historische Mitteilungen. Beiheft. Bd. 29). Steiner, Stuttgart 1998, ISBN 3-515-07251-9.
- (Hrsg.) Internationale Wissenschaft und nationale Bildung. Ausgewählte Schriften von Carl Heinrich Becker (1876–1933) (= Studien und Dokumentationen zur deutschen Bildungsgeschichte. Bd. 64). Böhlau, Köln 1997, ISBN 3-412-18296-6.
- Weltpolitische Bildung und akademische Reform. Carl Heinrich Beckers Wissenschafts- und Hochschulpolitik 1908–1930 (= Beiträge zur Geschichte der Kulturpolitik. Bd. 2). Böhlau, Köln 1991, ISBN 3-412-02691-3 (zugleich: Dissertation, RWTH Aachen).